# 太歳
太歳（たいさい）は、木星の鏡像となる仮想の惑星。古代中国の天文暦学において設けられた。

## 暦法
木星は天球上を西から東に約12年で1周する。そのため木星は、天球を赤道沿いに12等分した十二次を約1年に1次進むことになり、木星の十二次の位置で年を記述することが可能であった。しかし、十二次は西から東に天球を分割したもので、地上の方位（十二支）と方向と合致した十二辰とは逆方向であった。このため、天球上の円軌道に直径を引き、その直径を基準に木星と線対称の位置にあり、東から西へ移動する仮想の星を設定した。これが太歳である。こうして「太歳在子（太歳が子にある年）」というように、太歳の十二辰上の位置で年を記述する太歳紀年法が用いられるようになった。これが後に太歳とは関係なく機械的に60年1周（十二支部分は12年1周）で年を記述する干支紀年法へと発展することになる。
なお太歳を決める直径の位置は暦法により異なっている。これは木星の公転周期が正確には11.862年であるため、木星の天球上の位置は約86年で1次（太歳は1辰）ずれ、改暦の際にそれを調整したからである。漢の三統暦ではこれを調整する超辰法を暦法に盛り込んだ。